# The Shinee World
The Shinee World è il primo album in studio del gruppo musicale sudcoreano Shinee. L'album è stato pubblicato il 29 agosto 2008. L'album include il primo singolo Love Like Oxygen, il singolo promozionale omonimo The Shinee World (Doo-Bop), e il loro singolo precedente Noona Neomu Yeppeo (Replay), che è stato il primo singolo estratto dal loro mini-album, Replay.
Il Shinee Mondo ha debuttato al 3º posto della classifica della Corea del Sud, vendendo 30 000 copie.
Nel numero di settembre delle classifiche, The Shinee World ha venduto un totale di 49 864 copie.
Il 31 ottobre 2008, l'album è stato ripubblicato con il titolo Amigo e contiene tre nuovi brani; Forever or Never, un remix di Sa.Gye.Han (Love Should Go On) (사.계.한) e il secondo singolo per l'album A.Mi.Go (Amigo) (아.미.고). Dal suo lancio The Shinee World ha venduto oltre 100 000 copie.

## Tracce
Credits adattate dal sito ufficiale.
1. The Shinee World (Doo-Bop) – 3:55 (testo: Young Jin Yoo – musica: Young Jin Yoo)
2. Sarangui Gil (Love's Way) – 3:29 (testo: Wheesung, Minho – musica: Alex Cantrall (Xperimental Music))
3. Sanso Gateun Neo (Love Like Oxygen) – 3:02 (testo: Yoon Jung Kwon, Young-hu Kim (Xperimental Productions), Sigvardt, Lucas Secon, Troelsen, Minho – musica: Sigvardt, Lucas Secon, Troelsen, Yong-Hun Cho)
4. Neo Animyeon Andoeneun Geol (Romantic) – 4:55 (testo: Young Jin Yoo – musica: Young Jin Yoo)
5. Geunyeoga Heeojyeotda (One For Me) – 3:25 (testo: Wheesung, Minho – musica: Alex Cantrall (Xperimental Music))
6. Hwajangeul Hago (Graze) – 3:37 (testo: Jung Bae Kim, Minho – musica: Kenzie)
7. Majimak Seonmul (Last Gift) (In My Room) (Prelude) – 3:53 (testo: The Lighthouse (Xperimental Productions) – musica: Kater D (Xperimental Music), Tae Sung Kim (Xperimental Productions))
8. Nae Gyeoteman Isseo (Best Place) – 3:44 (testo: Suk Hong, Hae Hyung Park, Minho – musica: Suk Hong)
9. Hyeya (Y Si Fuera Ella) – 5:15 (testo: Kenzie – musica: Alejandro Sanz)
10. Nuneul Gamabomyeon (Four Seasons) – 4:06 (testo: Yeon Jung Jang, Tae Sung Kim (Xperimental Productions) – musica: Martin Kember (Xperimental Music))
11. In My Room (Unplugged Mix) – 4:25 (testo: Young-hu Kim (Xperimental Productions) – musica: Kater D, Tae-Sung Kim (Xperimental Productions))
12. Noona Neomu Yeppeo (Replay) – 3:34 (testo: Young-hu Kim (Xperimental Productions), Minho – musica: The Heavyweights)

Amigo Repackage
1. 아.미.고 (Amigo) (A.Mi.Go) – 2:58 (testo: Yoo Young-jin – musica: JV, Sean Alexander, Gabe Lopez, Rebel (Xperimental Music))
2. Forever or Never – 3:06 (testo: Lim Seo-hyun – musica: Mikkel Remee Sigvardt, Thomas Troelsen)
3. 산소 같은 너 (Love Like Oxygen) (Sanso Gateun Neo) – 3:02 (testo: Kwon Yoon-jung, Young-hu Kim (Xperimental Productions), Minho – musica: Mikkel Remee Sigvardt, Lucas Secon, Thomas Troelsen, Cho Yong-hoon)
4. 사.계.한 (Plugged by DJ Oneshot) (Love Should Go On) (Sa.Gye.Han) – 3:20 (testo: Lee Yun-jae – musica: Lee Yun-jae, DJ Oneshot)
5. 누난 너무 예뻐 (Replay) (Noona Neomu Yeppeo) – 3:34 (testo: Young-hu Kim (Xperimental Productions), Minho – musica: The Heavyweights, Yoo Young-jin)
6. 너 아니면 안되는 걸 (Romantic) (Neo Animyeon Andoeneun Geol) – 4:54 (testo: Yoo Young-jin – musica: Yoo Young-jin)
7. 사랑의 길 (Love's Way) (Sarangui Gil) – 3:29 (testo: Wheesung, Minho – musica: Alex Cantrall (Xperimental Music))
8. 그녀가 헤어졌다 (One For Me) (Geunyeoga Heeojyeotda) – 3:26 (testo: Wheesung, Minho – musica: Alex Cantrall (Xperimental Music))
9. 화장을 하고 (Graze) (Hwajangeul Hago) – 3:37 (testo: Kim Jung-bae, Minho – musica: Kenzie)
10. 마지막 선물 (Last Gift) (In My Room-Prelude) (Majimak Seonmul) – 3:37 (testo: The Lighthouse (Xperimental Productions) – musica: Kater D (Xperimental Music), Kim Tae-sung (Xperimental Productions))
11. 내 곁에만 있어 (Best Place) (Nae Gyeoteman Isseo) – 3:44 (testo: Hong Suk, Park Hae-hyung, Minho – musica: Hong Suk)
12. 혜야 (Y Si Fuera Ella) (Hyeya) – 5:14 (testo: Kenzie – musica: Alejandro Sanz)
13. 눈을 감아보면 (Four Seasons) (Nuneul Gamabomyeon) – 4:27 (testo: Jang Yeon-jung, Kim Tae-sung (Xperimental Productions) – musica: Martin Kember (Xperimental Music))
14. In My Room (Unplugged Remix) – 4:25 (testo: Young-hu Kim (Xperimental Productions) – musica: Kater D (Xperimental Music), Kim Tae-sung (Xperimental Productions))
15. The SHINee World (Doo-Bop) – 3:54 (testo: Yoo Young-jin – musica: Yoo Young-jin)